# Sammy Taylor
Sammy Taylor (Gorbals, 23 de septiembre de 1933 - Preston, 6 de noviembre de 2013) fue un jugador de fútbol profesional escocés que jugaba en la demarcación de extremo.

## Biografía
Sammy Taylor debutó como futbolista profesional en 1954 a los 21 años de edad con el Falkirk FC. Jugó tan solo una temporada, antes de ser traspasado al Preston North End FC. Permaneció en el club un total de seis temporadas en las que marcó 40 goles en 149 partidos jugados. Ya en 1961 fichó por el Carlisle United FC. También jugó para el Southport FC y finalmente para el Morecambe FC, equipo en el que se retiró en 1966 a los 33 años de edad.
Sammy Taylor falleció el 6 de noviembre de 2013 a los 80 años de edad tras sufrir alzhéimer.

## Clubes
| Club                 | País       | Año         | Partidos | Goles |
| -------------------- | ---------- | ----------- | -------- | ----- |
| Falkirk FC           | Escocia    | 1954 - 1955 | 24       | 3     |
| Preston North End FC | Inglaterra | 1955 - 1961 | 149      | 40    |
| Carlisle United FC   | Inglaterra | 1961 - 1964 | 93       | 12    |
| Southport FC         | Inglaterra | 1964 - 1965 | 36       | 3     |
| Morecambe FC         | Inglaterra | 1965 - 1966 | ¿?       | ¿?    |